# Centropogon erythraeus
Centropogon erythraeus är en klockväxtart som beskrevs av Emmanuel Drake del Castillo. Centropogon erythraeus ingår i släktet Centropogon och familjen klockväxter. Inga underarter finns listade i Catalogue of Life.